# Lac de Saint-Laurent
Der Lac de Saint-Laurent (deutsch: Saint-Laurenter See) war ein Ende des 12. Jahrhunderts durch einen Erdrutsch entstandener Stausee im Tal der Romanche in den französischen Alpen, der beim Bruch der Sperre eine Katastrophe auslöste.

## Entstehung des Sees
Am 10. August 1191 rutschte nach starken Regenfällen im Oisans der Hang des Tales der Romanche ab und versperrte ca. 1 km stromaufwärts des Ortes Livet den Flusslauf mit einer natürlichen Barriere, sodass sich ein äußerst großer See bildete. Dieser erstreckte sich verschiedenen Berechnungen zufolge über 15 bis 20 km Länge bis zum Ort Le Bourg-d’Oisans (das damals Saint-Laurent hieß) bzw. darüber hinaus, hatte eine Fläche von bis zu 22 km² und rund 340 oder bis zu 660 Mio. m³ Stauinhalt. Der entstandene Stausee wurde Lac de Saint-Laurent oder Lac d’Oisans genannt.

## Die Katastrophe im Romanchetal

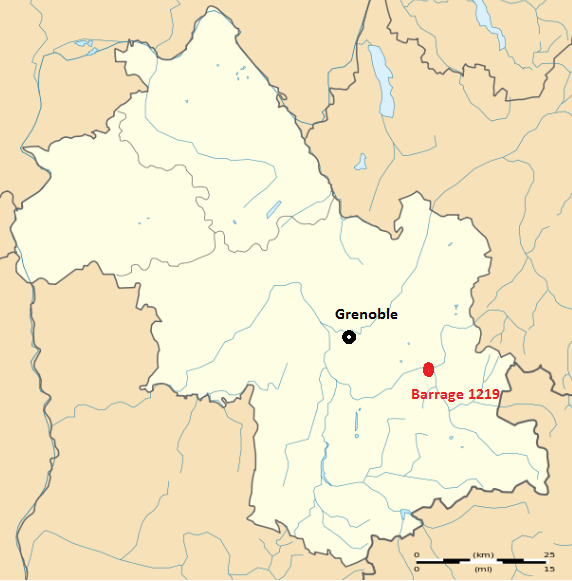
Lage der Talsperre und Grenoble

Die Barriere brach 28 Jahre später am 14. September 1219 bei einem starken Sturm. Aufgrund eines großen Wasserzuflusses brach um 22 Uhr der Damm, und der aufgestaute See entleerte sich. Eine Flutwelle stürzte das Tal der Romanche hinunter bis zur Mündung in den Drac und weiter bis zur Isère. Grenoble blieb von der ersten Welle weitgehend verschont, weil es sich zu dieser Zeit noch nicht bis zum Drac ausgedehnt hatte. Aber in der Isère entstand ein Rückstau, wodurch den fliehenden Menschen der Fluchtweg abgeschnitten wurde. Durch die Fluten kam die Hälfte der Bevölkerung in Grenoble um, und es gab große Zerstörungen. Heute werden in einem Museum Modelle gezeigt, die das Phänomen erklären.
Koordinaten: 45° 6′ 49″ N, 5° 57′ 26″ O